# Policy-mix
Il policy-mix (o policy mix) è la combinazione di politica monetaria e politica fiscale di un paese. Questi due canali incidono sulla crescita e l'occupazione e sono generalmente determinate dalla banca centrale e dal Governo, rispettivamente.

## Obiettivi
Idealmente, il policy-mix dovrebbe mirare a massimizzare la crescita e minimizzare la disoccupazione. In realtà, le banche centrali e i governi hanno orizzonti temporali diversi: le prime di lungo periodo, mentre i governi rispondono agli elettori nel breve periodo. Inoltre entrambi possono avere altri obiettivi e rispondere ad alcuni vincoli deviandoli, quindi, da questi obiettivi primari.
La politica monetaria è compiuta dalla banca centrale che, mediante il controllo del tasso di interesse e dell'offerta di moneta, ha il fine di evitare l'inflazione. Il governo sceglie il livello di tassazione e la redistribuzione, di determinare gli investimenti pubblici e la spesa pubblica.
Le azioni indipendenti dal governo e della banca centrale potrebbe tradursi in un mix di politiche non coordinate, in quanto le forze fiscali e monetarie tentano di spingere l'economia in direzioni opposte. Questa indipendenza è buona, perché impedisce una sola autorità di ripagare il deficit stampando moneta, il che porterebbe nel lungo termine una grave iperinflazione. 